# Bells Are Ringing
Pour les articles homonymes, voir Bells Are Ringing (homonymie).
Bells Are Ringing est une comédie musicale américaine de Betty Comden et Adolph Green, musique de Jule Styne, créée à Broadway en 1956.

## Argument
Ella Peterson est opératrice téléphonique à New York. Au lieu de simplement transférer les appels, elle s'immisce dans les affaires des abonnés, dont elle devient la confidente, ce qui n'est pas du goût de sa patronne, Sue. Elle apprend ainsi que le dramaturge Jeffrey Moss n'arrive pas à écrire une nouvelle pièce, que l'acteur de second plan Blake Barton recherche un premier rôle, ou encore que le dentiste Joe Kitchell voudrait devenir auteur-compositeur…

## Fiche technique
- Titre original : Bells Are Ringing
- Livret et lyrics : Betty Comden et Adolph Green
- Musique : Jule Styne
- Direction musicale : Milton Rosenstock
  - Orchestrations : Robert Russell Bennett
  - Arrangements vocaux : Herbert Greene et Buster Davis
  - Arrangements des numéros dansés et musique de scène additionnelle : John Morris
- Mise en scène :  Jerome Robbins
- Chorégraphie : Jerome Robbins et Bob Fosse
- Décors et costumes : Raoul Pène Du Bois
- Lumières : Peggy Clark
- Production : The Theatre Guild
- Nombre de représentations consécutives :924
- Date de la première : 29 novembre 1956 au Shubert Theatre (jusqu'au 13 décembre 1958), puis à l'Alvin Theatre (à partir du 15 décembre 1958)
- Date de la dernière : 7 mars 1959

## Distribution originale
- Judy Holliday : Ella Peterson

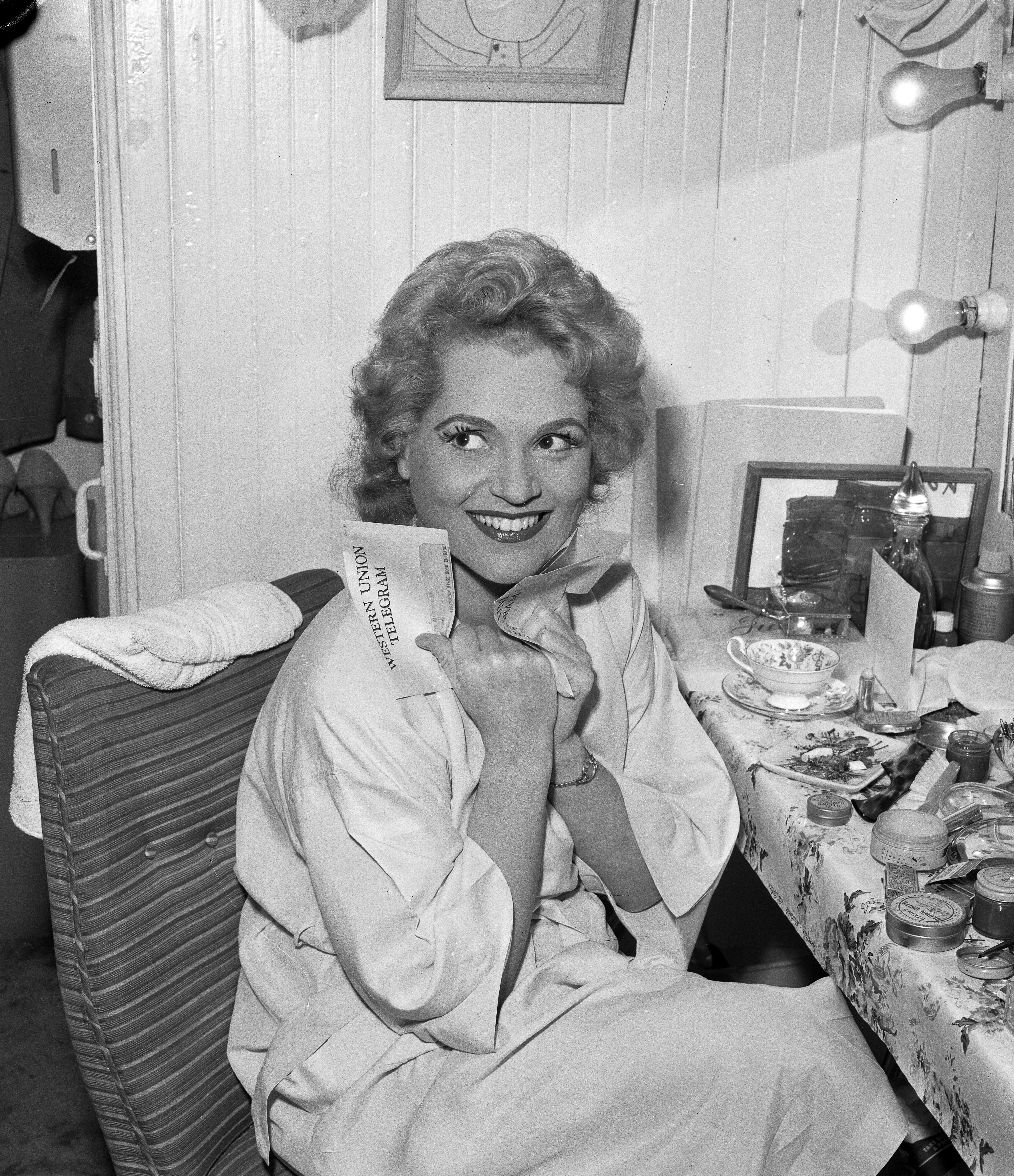
Judy Holliday serrant un télégramme dans sa loge avant la première de Bells Are Ringing en 1959.

- Sydney Chaplin : Jeffrey « Jeff » Moss
- Jean Stapleton : Sue Summers
- Frank Aletter : Blake Barton
- Dort Clark : L'inspecteur Barnes
- George S. Irving : Larry Hastings
- Bernie West : Le docteur Joe Kitchell
- Pat Wilkes : Gwynne Smith
- Eddie Lawrence : Sandor
- Jack Weston : Francis
- Norma Doggett : Olga
- Peter Gennaro : Carl
- Frank Green : Charles Bessemer / Le chanteur du night-club
- Eddie Heim : Le maître des cérémonies / Un homme au téléphone
- Jeannine Masterson : Mrs. Mallet
- David McDaniel : Le maître d'hôtel
- Frank Milton : Ludwig Smiley
- Tom O'Steen : Joey
- Ellen Ray : Carol
- Michelle Reiner : Michelle
- Steve Roland : Paul Arnold
- Donna Sanders : Mme Grimaldi
- Ed Thompson : Le serveur
- Gordon Woodburn : L'officier de police

## Numéros musicaux
| Acte I - Bells Are Ringing (ensemble féminin) - It's a Perfect Relationship (Ella) - On My Own (Independent) (Jeff, ensemble) - You've Got To Do It (Jeff) - It's A Simple Little System (Sandor, ensemble) - Is It a Crime ? (Ella) - Hello, Hello There ! (Ella, Jeff, ensemble) - I Met a Girl (Jeff, ensemble) - Long Before I Knew You (Ella, Jeff) | Acte II - Mu-Cha-Cha (Carl, Ella) - Just In Time (Ella, Jeff, ensemble) - Drop That Name (Ella, ensemble) - The Party's Over (Ella) - Salzberg (Sue, Sandor) - The Midas Touch (Joe, ensemble) - Long Before I Knew You (reprise : Jeff) - I'm Going Back (Ella) - Finale (ensemble) |

## Récompenses
- Tony Awards 1957 : 
  - Meilleure actrice dans une comédie musicale (Tony Award for Best Performance by a Leading Actress in a Musical) pour Judy Holliday ;
  - Meilleur second rôle masculin dans une comédie musicale (Tony Award for Best Performance by a Featured Actor in a Musical) pour Sydney Chaplin ;
- Theatre World Awards 1957 (récompensant le meilleur espoir) : Sydney Chaplin.

## Reprises
- 1957-1958 : Coliseum Theatre de Londres, avec Janet Blair (Ella) et George Gaynes (Jeff) - 292 représentations ;
- 2001 : Plymouth Theatre de Broadway, avec Faith Prince (Ella) et Marc Kudisch (Jeff) - 68 représentations (précédées de 36 avant-premières).
- 2013 : adaptation française de Gérard Lecointe pour la production mise en scène par Jean Lacornerie au théâtre de la Croix-Rousse ; les chansons restent en anglais mais la partition est transcrite pour six musiciens (Percussions Claviers de Lyon).

## Adaptation au cinéma
- 1960 : Un numéro du tonnerre (Bells Are Ringing) de Vincente Minnelli, avec Judy Holliday (Ella Peterson), Dean Martin (Jeffrey Moss) et Jean Stapleton (Sue).
La chanson Better than a Dream fut ajoutée après le numéro Is It a Crime?  pour le film.